# Сири (порноактриса)
Сири (англ. Siri, род. 20 июня 1988 года, Миннеаполис, Миннесота, США) — американская порноактриса.

## Биография
Родилась в июне 1988 года в городе Миннеаполисе, штат Миннесота, в семье скандинавского происхождения (датского, шведского и норвежского). Артистический псевдоним означает «прекрасная победа».
Первоначально работала кассиром. Начала сниматься в фильмах для взрослых в феврале 2012 года, в возрасте 24 лет, первая сцена — с актёром Вуду (англ. Voodoo) для Reality Kings.
Работала с такими студиями, как Evil Angel, Girlfriends Films, Lethal Hardcore, New Sensations, Reality Kings, Bang Productions, Score, Hard X, Brazzers, ErosArts и Devil's Films.
В 2013 году начала сниматься в фильмах на тематику БДСМ, где в главной роли и в качестве режиссёра выступала Лекси Синдел (англ. Lexi Sindel). В том же году была номинирована на AVN Awards в категории «лучшая новая старлетка».
Снялась в своей первой сцене анального секса в фильме Stacked 2, за который была номинирована в 2015 году на AVN Awards в категории «лучшая сцена анального секса».
В 2015 году получила наибольшее количество номинаций в своей профессиональной карьере, в том числе пять номинаций на AVN Awards.
Снялась в общей сложности в 148 фильмах.

## Фильмография
Некоторые работы: Big Boobie Heaven, Curvy Girls 6, Double The Load, Fuck My Tits 7, Gazongas 10, Lesbian Anal Initiations, Mean Cuckold 5, Please Fuck My Tits 2, Stacked Sluts, Tits Galore, Women Seeking Women 86.
Также снялась в фантастической комедии Ooga Booga, 2013.

## Премии и номинации

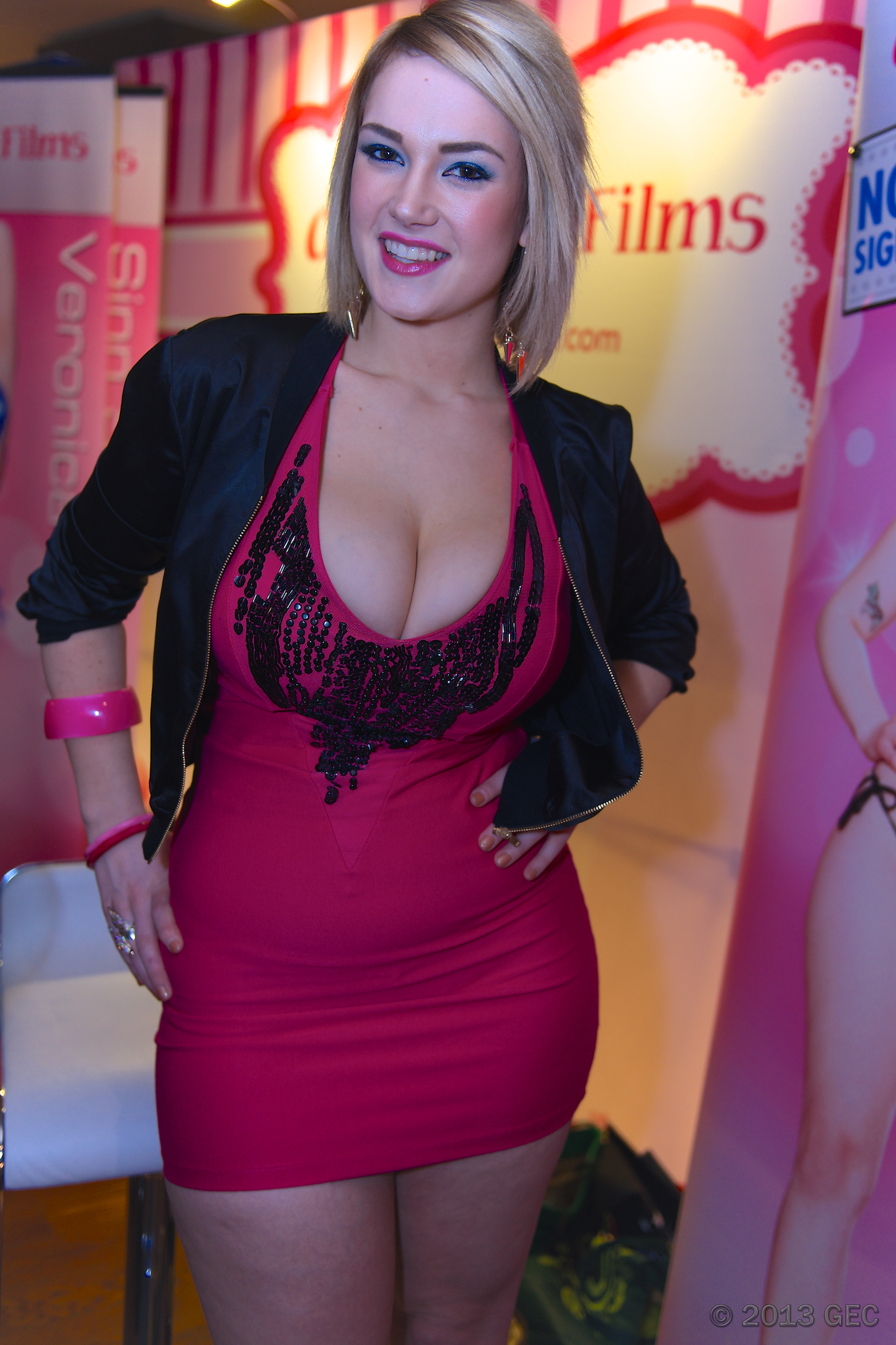
Сири на AVN Adult Entertainment Expo в отеле Hard Rock, Лас-Вегас, 2013 год

| Год  | Церемония                         | Результат | Номинация                                             | Работа               |
| ---- | --------------------------------- | --------- | ----------------------------------------------------- | -------------------- |
| 2012 | Rogreviews' Critics Choice Awards | Номинация | Лучший новичок                                        | н/д                  |
| 2013 | AVN Awards                        | Номинация | Лучшая новая старлетка                                | н/д                  |
| 2013 | Sex Awards                        | Номинация | Самая сексуальная взрослая звезда                     | н/д                  |
| 2013 | Nigthmoves                        | Номинация | Лучшие буфера                                         | н/д                  |
| 2013 | Dirty Dozen Of                    | Победа    | BBW-звезда года                                       | н/д                  |
| 2014 | Spank Bank Awards                 | Номинация | Cocksucker of the Year                                | н/д                  |
| 2014 | Spank Bank Awards                 | Номинация | Most Fap Worthy Funbags                               | н/д                  |
| 2014 | Spank Bank Awards                 | Номинация | Weapon of Cock Destruction                            | н/д                  |
| 2014 | TLA Raw Awards                    | Номинация | Актриса года                                          | н/д                  |
| 2015 | AVN Awards                        | Номинация | Лучшая актриса второго плана                          | Sweetness and Light  |
| 2015 | AVN Awards                        | Номинация | Лучшая сцена анального секса                          | Stacked 2            |
| 2015 | AVN Awards                        | Номинация | Лучшая сцена М-Ж-М                                    | From Both Ends       |
| 2015 | AVN Awards                        | Номинация | Лучший сайт актрисы                                   | siripornstar.com     |
| 2015 | AVN Awards                        | Номинация | Приз зрительских симпатий: лучшая грудь               | н/д                  |
| 2015 | Spank Bank Awards                 | Номинация | Boobalicious Babe of the Year                         | н/д                  |
| 2015 | Spank Bank Awards                 | Номинация | Ravishing Redhead of the Year                         | н/д                  |
| 2015 | XBIZ Award                        | Номинация | Лучшая сцена секса в паре                             | These Things We Do   |
| 2015 | XBIZ Award                        | Номинация | Лучшая сексуальная сцена в парном фильме или тематике | Rekindling the Flame |
| 2016 | AVN Awards                        | Номинация | Приз зрительских симпатий: лучшая грудь               | н/д                  |
| 2016 | Spank Bank Awards                 | Номинация | Самая фотогеничная                                    | н/д                  |
| 2016 | Spank Bank Awards                 | Номинация | Most Voluptuous Vixen                                 | н/д                  |
| 2016 | Spank Bank Awards                 | Номинация | Most Beautiful Seductress                             | н/д                  |
| 2016 | Spank Bank Awards                 | Номинация | Best 'O' Face                                         | н/д                  |
| 2016 | Spank Bank Technical Awards       | Победа    | Naturally Curvy                                       | н/д                  |
| 2016 | XBIZ Award                        | Номинация | Лучшая сексуальная сцена во всем секс-фильме          | Sirious              |